# Championnats du monde de lutte 1991
Les  Championnats du monde de lutte 1991 se sont tenus à Varna pour les hommes et à Tokyo pour les femmes. Les lutteurs ont dix épreuves, cependant les femmes avaient neuf épreuves.

## Hommes

### Lutte gréco-romaine
Les épreuves de lutte gréco-romaine se sont tenues le 27 à  30 septembre 1991 à Varna.

#### Vainqueurs selon épreuve
| Épreuves | Or                                     | Argent                               | Bronze                                |
| -------- | -------------------------------------- | ------------------------------------ | ------------------------------------- |
| -48 kg   | Corée du Sud Kwan Duk-yong             | Iran Ali Simkhah                     | Union soviétique Sergey Suvorov       |
| -52 kg   | Cuba Raúl Martínez Alemán              | États-Unis Shawn Sheldon             | Norvège Jon Rønningen                 |
| -57 kg   | Allemagne Rıfat Yıldız                 | Union soviétique Alexander Ignatenko | Hongrie András Sike                   |
| -62 kg   | Union soviétique Sergey Martynov       | Turquie Akif Pirim                   | Cuba Juan Marén                       |
| -68 kg   | Union soviétique Islam Dugushiev       | Suède Martin Kornbakk                | Bulgarie Stoyan Dobrev                |
| -74 kg   | Union soviétique Mnatsakan Iskandaryan | Tchécoslovaquie Jaroslav Zeman       | France Yvon Riemer                    |
| -82 kg   | Hongrie Péter Farkas                   | Bulgarie Todor Angelov               | Yougoslavie Goran Kasum               |
| -90 kg   | Allemagne Maik Bullmann                | Cuba Reynaldo Pena Borroto           | Finlande Harri Koskela                |
| -100 kg  | Cuba Héctor Milián                     | Suède Jörgen Olsson                  | Union soviétique Sergey Demyashkevich |
| -130 kg  | Union soviétique Aleksandr Karelin     | États-Unis Matt Ghaffari             | Bulgarie Rangel Gerovski              |

#### Tableau des médailles
| Rang | Nation           | Or | Argent | Bronze | Total |
| ---- | ---------------- | -- | ------ | ------ | ----- |
| 1    | Union soviétique | 4  | 1      | 2      | 7     |
| 2    | Cuba             | 2  | 1      | 1      | 4     |
| 3    | Allemagne        | 2  | 0      | 0      | 2     |
| 4    | Hongrie          | 1  | 0      | 1      | 2     |
| 5    | Corée du Sud     | 1  | 0      | 0      | 1     |
| 6    | Suède            | 0  | 2      | 0      | 2     |
|      | États-Unis       | 0  | 2      | 0      | 2     |
| 8    | Bulgarie         | 0  | 1      | 2      | 3     |
| 9    | Iran             | 0  | 1      | 0      | 1     |
|      | Tchécoslovaquie  | 0  | 1      | 0      | 1     |
|      | Turquie          | 0  | 1      | 0      | 1     |
| 12   | Finlande         | 0  | 0      | 1      | 1     |
|      | France           | 0  | 0      | 1      | 1     |
|      | Yougoslavie      | 0  | 0      | 1      | 1     |
|      | Norvège          | 0  | 0      | 1      | 1     |

### Lutte libre
Les compétitions de style libre ont eu lieu du 3 au 10 octobre 1991 à Varna . Rassul Katinovasov, le quatrième coureur dans la classe de poids -82 kg, a manqué une médaille des lutteurs soviétiques.

#### Vainqueurs selon épreuve
| Épreuves | Or                                    | Argent                            | Bronze                            |
| -------- | ------------------------------------- | --------------------------------- | --------------------------------- |
| -48 kg   | Union soviétique Vugar Orujov         | Corée du Nord Kim Il              | Corée du Sud Kim Jong-shin        |
| -52 kg   | États-Unis Zeke Jones                 | Bulgarie Valentin Yordanov        | Union soviétique Vladimir Toguzov |
| -57 kg   | Union soviétique Sergey Smal          | États-Unis Brad Penrith           | Iran Oveis Mallah                 |
| -62 kg   | États-Unis John Smith                 | Italie Giovanni Schillaci         | Union soviétique Gadzhi Rashidov  |
| -68 kg   | Union soviétique Arsen Fadzayev       | Canada Chris Wilson               | Bulgarie Valentin Getsov          |
| -74 kg   | Iran Amir Reza Khadem                 | États-Unis Kenneth Monday         | Union soviétique Nasir Gadžihanov |
| -82 kg   | États-Unis Kevin Jackson              | Tchécoslovaquie Jozef Lohyňa      | Turquie Sebahattin Öztürk         |
| -90 kg   | Union soviétique Makharbek Khadartsev | Grèce Heraklis Deskoulidis        | Cuba Roberto Limonta Vargas       |
| -100 kg  | Union soviétique Leri Khabelov        | États-Unis Mark Coleman           | Allemagne Heiko Balz              |
| -130 kg  | Allemagne Andreas Schröder            | Union soviétique Gennady Shiltsov | Canada Jeffrey Thue               |

#### Tableau des médailles
| Rang | Nation           | Or | Argent | Bronze | Total |
| ---- | ---------------- | -- | ------ | ------ | ----- |
| 1    | Union soviétique | 5  | 1      | 3      | 9     |
| 2    | États-Unis       | 3  | 3      | 0      | 6     |
| 3    | Allemagne        | 1  | 0      | 1      | 2     |
|      | Iran             | 1  | 0      | 1      | 2     |
| 5    | Bulgarie         | 0  | 1      | 1      | 2     |
|      | Canada           | 0  | 1      | 1      | 2     |
| 7    | Grèce            | 0  | 1      | 0      | 1     |
|      | Italie           | 0  | 1      | 0      | 1     |
|      | Corée du Nord    | 0  | 1      | 0      | 1     |
|      | Tchécoslovaquie  | 0  | 1      | 0      | 1     |
| 11   | Cuba             | 0  | 0      | 1      | 1     |
|      | Corée du Sud     | 0  | 0      | 1      | 1     |
|      | Turquie          | 0  | 0      | 1      | 1     |

## Femmes
Les compétitions féminines ont eu lieu à Tokyo du 24 au 25 août 1991 à Tokyo
Il y avait 64 coureuses de 13 nations au départ.

### Vainqueurs selon épreuve
| Épreuves | Or                          | Argent                      | Bronze                             |
| -------- | --------------------------- | --------------------------- | ---------------------------------- |
| -44 kg   | Chine Xiue Zhong            | États-Unis Marie Ziegler    | Japon Shoko Yoshimura              |
| -47 kg   | Japon Miyu Yamamoto         | Chine Yanping Pan           | Norvège Elisabeth Garcia           |
| -50 kg   | France Martine Poupon       | États-Unis Shannon Williams | Japon Youko Higashi                |
| -53 kg   | Chine Xia Zhang             | Japon Yoshiko Endo          | Venezuela Wendy Yzaguirre Gonzalez |
| -57 kg   | Venezuela Olga Lugo Guardia | Norvège Gudrun Annette Høie | France Marine Roy                  |
| -61 kg   | France Brigitte Siffert     | Japon Kimie Hoshikawa       | Norvège Line Johansen              |
| -65 kg   | Japon Akiko Iijima          | Norvège Ine Barlie          | France Sylvie Thomé                |
| -70 kg   | Japon Yayoi Urano           | France Emmanuelle Blind     | Venezuela Mirna Martinez           |
| -75 kg   | Chine Dong Feng Liu         | Corée du Sud Jeun Kyung-ran | Union soviétique Liudmila Golikova |

### Tableau des médailles
| Rang | Nation           | Or | Argent | Bronze | Total |
| ---- | ---------------- | -- | ------ | ------ | ----- |
| 1    | Japon            | 3  | 2      | 2      | 7     |
| 2    | Chine            | 3  | 1      | 0      | 4     |
| 3    | France           | 2  | 1      | 2      | 5     |
| 4    | Venezuela        | 1  | 0      | 2      | 3     |
| 5    | Norvège          | 0  | 2      | 2      | 4     |
| 6    | États-Unis       | 0  | 2      | 0      | 2     |
| 7    | Corée du Sud     | 0  | 1      | 0      | 1     |
| 8    | Union soviétique | 0  | 0      | 1      | 1     |